# Val Camonica
Le val Camonica est la vallée de la rivière Oglio, qui la parcourt entièrement de Ponte di Legno au lac d'Iseo. Les principaux centres de la vallée sont Darfo Boario Terme, Breno, Edolo et Ponte di Legno. Darfo-Boario Terme est le centre le plus peuplé de la vallée, alors que Breno est traditionnellement considéré comme sa capitale.
Le val Camonica est célèbre pour ses pétroglyphes préhistoriques ; il fut le premier site inscrit pour l'Italie sur la liste du patrimoine mondial de l'UNESCO, en 1979 (art rupestre du Valcamonica).

## Géographie

### Situation
La vallée fait partie du territoire administratif de la province de Brescia, à l'exclusion des communes de Lovere, Rogno, Costa Volpino et du Val Scalve appartenant à la province de Bergame.
Le val Camonica est délimité par :
| Nord                                         | Est | Sud                                                    | Ouest                                                                 |
| -------------------------------------------- | --- | ------------------------------------------------------ | --------------------------------------------------------------------- |
| - Province de Sondrio - Valteline - Valfurva | - Trentin-Haut-Adige - Val di Sole - Val Rendena - Province de Brescia - Val Trompia (it) - Valle Sabbia | - Lac d'Iseo - Province de Bergame - Val Borlezza (it) | - Province de Bergame - Val Cavallina - Val Seriana (it) - Val Scalve |

Le val Camonica est considérée à la fois comme une vallée alpine dans son secteur le plus au nord, et une région préalpine dans la basse vallée. Les montagnes qui l’entourent comprennent de nombreux sommets qui dépassent les 3 000 m : à l’est tout le groupe de l'Adamello-Presanella (3 539 m) qui est constitué d'un type particulier de granite appelé tonalite, nommé ainsi en l'honneur du passo del Tonale, et au nord les sommets qui la séparent de la vallée Valfurva, dont la Punta San Matteo (3 678 m), qui font du haut val Camonica (et en particulier Ponte di Legno) une importante zone touristique, dotée de nombreuses stations de ski.
En dehors de la haute vallée se trouvent d’autres implantations touristiques, celles de Montecampione (sport hivernal), Boario Terme (localité thermale), Capo di Ponte (où se trouve une grande partie des peintures rupestres), Schilpario (en Val di Scalve) et Aprica (aux confins avec la province de Sondrio).
Il existe de nombreuses vallées latérales. Les plus importantes sont la valle di Corteno (it), la val Paiscoa, la vall de Saviore et la val Grigna (it).

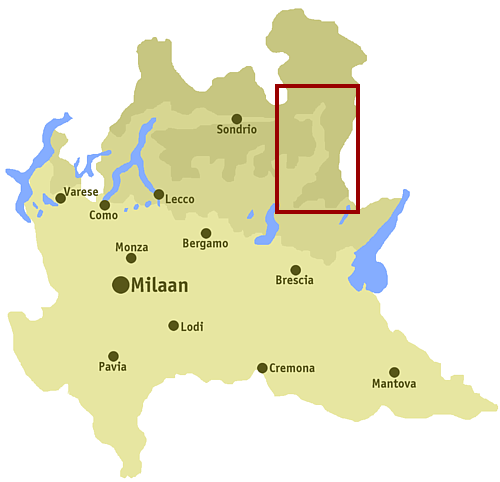
Situation du val Camonica en Lombardie.
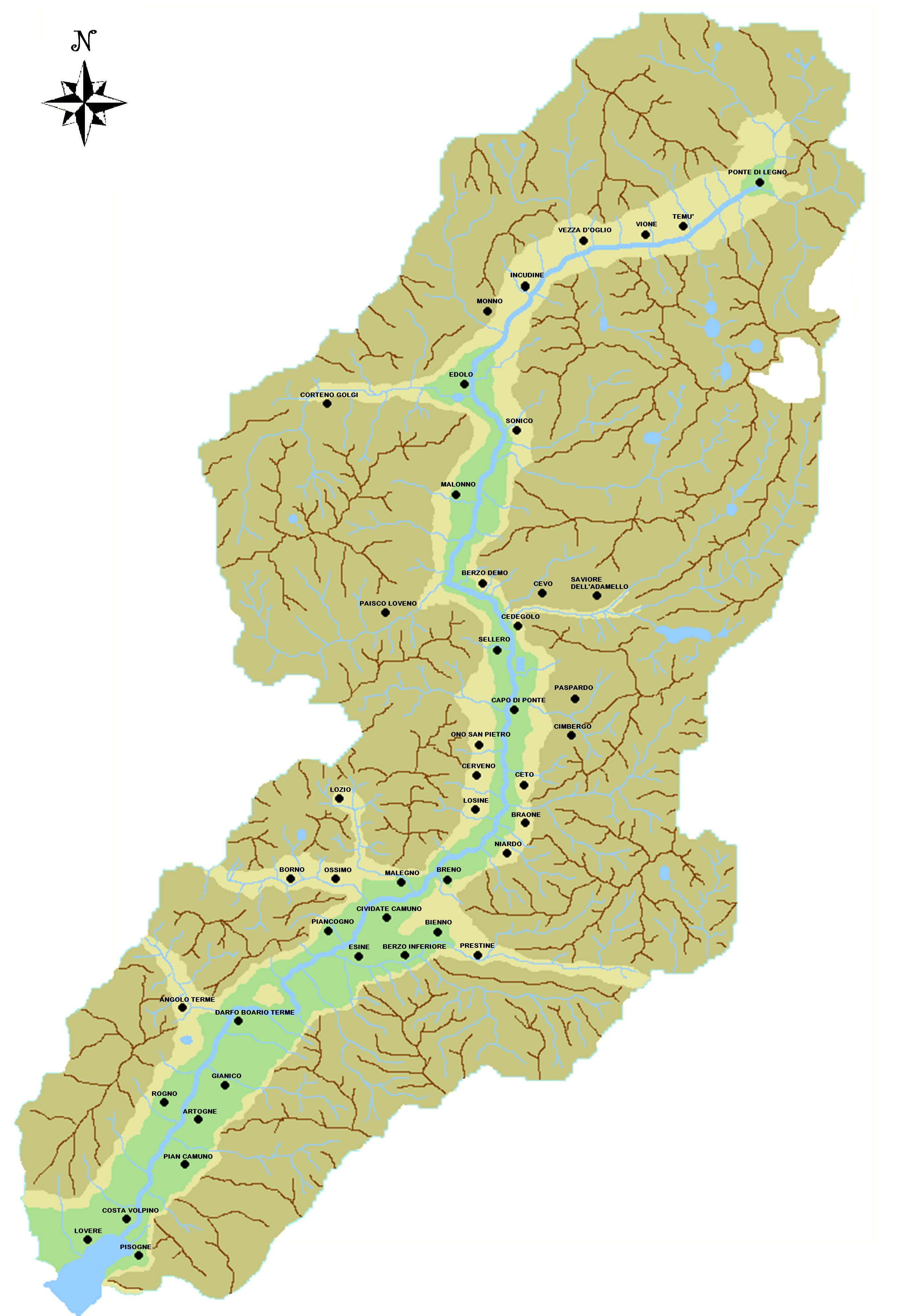
Le territoire du val Camonica.
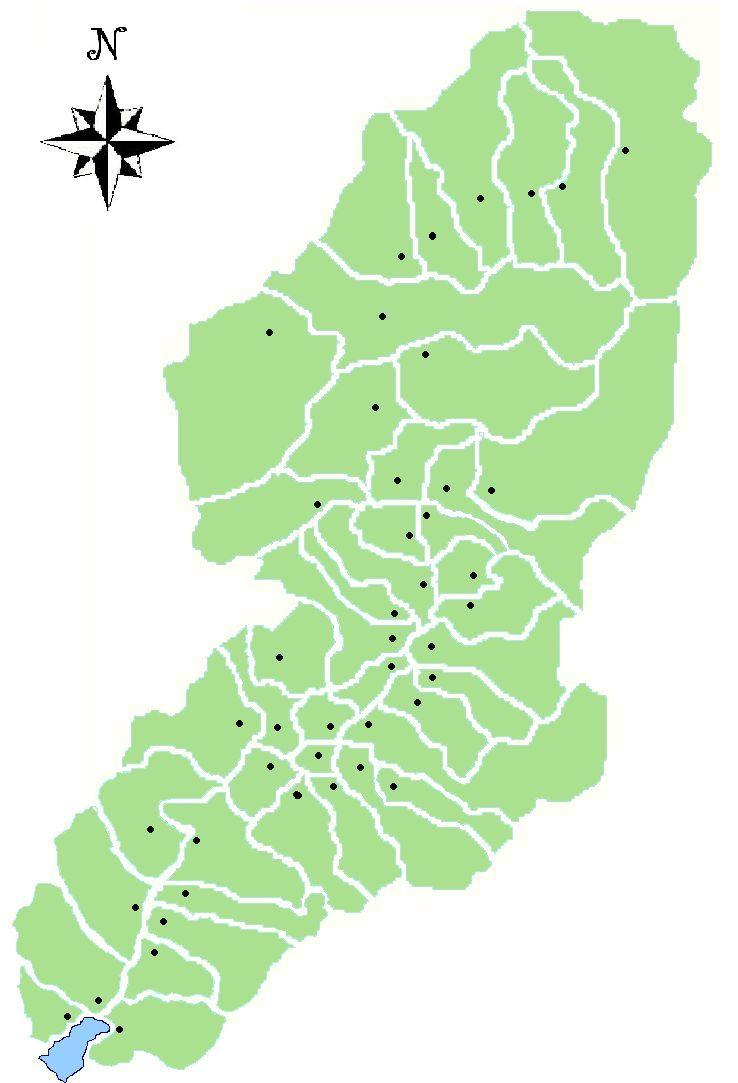
Communes du val Camonica.

### Géologie
À l'ouest de l'Oglio, on trouve les Alpes bergamasques, composées principalement de dolomie, exploitées dans l'Antiquité dans d'importantes carrières de marbre. Il existe également des conglomérats de verrucano, grès réputé pour avoir servi de support privilégié pour les sculptures rupestres de Valcamonica. En outre, il existe de nombreux dépôts d'ardoise, appelés piòda, qui recouvraient autrefois les toits des maisons.
Près du lac d'Iseo, dans la zone située entre Costa Volpino et Pisogne, se trouvent des dépôts de gypse appelé volpinite.
Au nord, sur la crête séparant Valcamonica de la Valteline, se trouvent les mines où le marbre d'Oglio est extrait.

### Hydrographie
Le val Camonica est traversé par la rivière Oglio, la cinquième plus longue rivière d'Italie. Il prend sa source à Ponte di Legno, au confluent des ruisseaux Frigidolfo (it) et Narcanello (it). Il se jette dans le lac d'Iseo entre les municipalités de Pisogne et de Costa Volpino.
De nombreux torrents descendent des flancs des montagnes pour rejoindre l'Oglio, dont certains sont saisonniers (secs pendant l'été).
En haute altitude, de nombreux lacs alpins, notamment le lac Arno, le Lago Moro (Valle Camonica) (it), ainsi que de nombreux bassins versants construits dans la première moitié du XXe siècle, permettent de canaliser les eaux vers les centrales hydroélectriques de la région.

### Climat
Le climat varie beaucoup en fonction de la région et de l'altitude à laquelle on se trouve : le climat de Pisogne (187 m) diffère souvent de celui de Ponte di Legno (1 257 m).
La neige tombe rarement dans la vallée, mais elle est abondante, en particulier en hiver, sur les sommets des montagnes et dans les stations de ski alentour.
Climatiquement, il est possible de diviser le val Camonica en cinq sections :
- lac d'Iseo - Gianico : ce secteur, orienté du sud-ouest au nord-est, est influencé par les vents froids qui montent du lac voisin. Les températures maximales printanières et estivales sont plus basses que dans la partie supérieure, tandis que les minimums sont conformes à ceux de la partie supérieure de la vallée ;
- Gianico - Cividate Camuno :  cette section de la vallée est toujours orientée du sud-ouest au nord-est, elle se caractérise par des étés d'été plus chauds que dans les autres sections. Cela est dû aux faibles vents et à l'ensoleillement considérable, ainsi qu'à la faible hauteur des montagnes alentour, qui permettent un lever de soleil précoce et un coucher de soleil tardif. La vallée est très large dans cette portion ;
- Cividate Camuno - Berzo Demo : dans ce secteur, le val Camonica subit un premier rétrécissement et les températures estivales et hivernales, maximales et minimales, diminuent. La disposition du nord au sud et les hautes montagnes qui l’entourent, réduisent l’ensoleillement au fond de la vallée et rendent la région très venteuse ;
- Forno d'Allione - Edolo : cette section est également disposée du nord au sud, à l'exception de la plaine de Malonno qui est aménagée du sud-ouest au nord-est. Les températures maximales diminuent progressivement à mesure que l'altitude augmente, tandis que les températures minimales chutent brusquement près de la plaine de Malonno, où l'air froid accélère en raison de l'étranglement de Berzo Demo ;
- Edolo - Passo del Tonale : le dernier secteur est disposé approximativement d’ouest en est, avec des minimums de température très bas en hiver. La neige est fréquente et reste longtemps.

### Faune et flore

#### Flore
Le val Camonica s'étend de 187 m à Pisogne jusqu’à 3 539 m d'altitude au Monte Adamello. Il peut être divisé en cinq étages :
- collinéen : à moins de 1 000 m d'altitude, les arbres telles que le frêne, le chêne et le châtaignier sont très répandus ;
- montagnard : entre 1 000 m et 1 800 m, il y a des hêtres et des érables ;
- subalpin : entre 1 800 m et 2 300 m d'altitude, les épicéa commun, le pin sylvestre et le bouleau sont communs ;
- alpin : entre 2 300 m et 2 800 m d'altitude, il y a des Pinus mugo et des Pinus cembra ;
- nival : à plus de 2 800 m, seules les plantes rupicoles survivent.

#### Faune
Grâce à la présence, notamment dans la haute vallée, de vastes zones protégées, telles que le parc régional de l'Adamello ou le parc national du Stelvio, de nombreux animaux sauvages peuvent être observés :
- Mammifères : en altitude, même en hiver, les chamois et les bouquetins sont très répandus. Les chamois sont présents entre 1 800 m et 3 000 m d'altitude, surtout dans la région du Val Dois (it), dans le groupe Val Miller (it) et dans le Corno Baitone. Les bouquetins, en revanche, après avoir disparu après une chasse impitoyable vers le milieu du XVIIIe siècle, ont été réintroduits à partir de 1995 dans le parc régional de l'Adamello et repeuplent aujourd'hui les montagnes de la région. Les cerfs vivent dans les forêts à plus basse altitude et descendent dans les vallées pendant les périodes les plus froides. Les cerfs se sont répandus dans les zones du parc national du Stelvio, en particulier dans le Val Grande (Vezza d'Oglio) (it), et quelques spécimens sont présents dans les hautes clairières entre Paspardo et Braone. Le chevreuil est largement présent dans les communes de Sonico, Saviore dell'Adamello et Ponte di Legno. L'ours brun a été réintroduit dans le parc naturel provincial Adamello-Brenta et s'est répandu dans tout le groupe Adamello[1]. Les animaux plus petits et beaucoup plus répandus sont la marmotte, le hérisson et l'écureuil. Le renard, l'hermine, la martre des pins et la fouine sont présents, mais beaucoup plus difficile à observer.
- Oiseaux : les plus communs sont les picidae, la chouette, la chouette hulotte et le perdrix. Dans les zones boisées, il y a le grand tétras et le tétras-lyre. Le gypaète y vit également, grâce à un projet de réintroduction qui a conduit le parc du Stelvio à devenir le premier lieu en Italie à réintroduire le gypaète.
- Reptiles : parmi les reptiles, il y a la vipère, la vipère péliade, des serpents d'eau comme le natrix, la Couleuvre verte et jaune, l'Anguis fragilis et le lézard des murailles. Pendant les périodes chaudes dans les bois, le lézard vert est visible.
- Amphibiens : la salamandre est largement répandue, notamment dans le Val Paghera et le Val Saviore. Le triturus, la grenouille (répandue dans les étangs d'altitude) et le crapaud sont aussi communs.
- Poissons : les nombreux ruisseaux du val Camonica constituent un environnement idéal pour la truite arc-en-ciel, la truite brune, la truite marbrée, le chabot commun et le vairon.

### Démographie
Le val Camonica compte 100 327 habitants, dont environ 107 039 résidant dans la province de Brescia et les 13 250 restants dans la province de Bergame.
La majeure partie de la population est répartie sur une grande zone urbanisée qui s'étend des rives du lac d'Iseo jusqu'à Cividate Camuno.

## Histoire

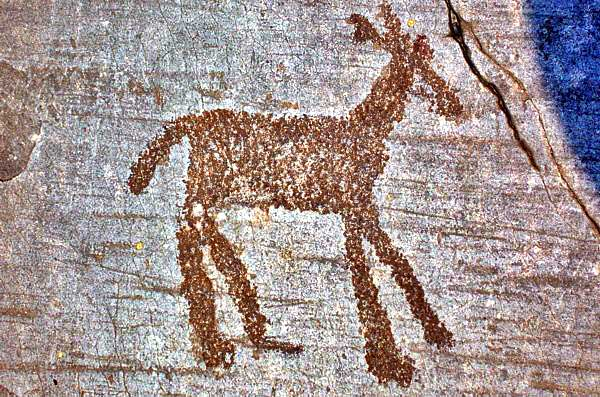
Cerbiatto, Parc de Naquane, roche 1, Capo di Ponte

Le val Camonica fut habité dans la Préhistoire par diverses populations : les traces les plus antiques de fréquentation remontent au Paléolithique supérieur, au-delà de 13 000 années, comme en témoigne un reste de cabane retrouvé sur le lieu d’une fouille à Cividate Camuno. 
À la période antique, la population la plus importante citée par les sources historiques (Pline l'Ancien), fut, à l’âge du fer, celle des Camunni. Ils maintiendront leur indépendance jusqu’en l'an 16 lorsque le val Camonica fut annexé à l'Empire romain, ainsi qu'en témoigne l’épigraphe d'Auguste à La Turbie. D’origine incertaine, ce peuple a laissé de nombreuses gravures rupestres qui témoignent d’une voie commerciale de l'âge du bronze, qui passait à travers les Alpes, reliant le Nord de l’Europe à l'Italie septentrionale.
Durant le Moyen Âge, la vallée Camonica fut traversée par Charlemagne, roi des Francs, qui concéda de vastes territoires aux moines de Tours. À partir du XIIIe siècle, la famille des Federici, qui contrôlait les châteaux de Gorzone et de Mu, acquiert de l’influence et sort vainqueur d’une lutte séculaire contre la famille des Nobili de Lozio, presque complètement massacrée au cours du XVe siècle. Peu après cette époque, la Vallée Camonica se voit annexée aux domaines de la république de Venise, jusqu’à fin 1797. Cette année-là, la vallée fut parcourue par les troupes napoléoniennes et avec le traité de Campoformio de l’année suivante, se voit annexée à l’Empire austro-hongrois. Avec le reste de la Lombardie, la vallée fut annexée au royaume de Sardaigne durant la seconde guerre d’indépendance (1860).
Dans l’histoire récente, les montagnes sur le flanc oriental de la vallée furent le théâtre d’âpres combats entre Italiens et Austro-hongrois durant la Première Guerre mondiale et il est encore possible de découvrir des témoignages de cet événement (restes de fortifications, de baraquement, et jusqu’à des affûts de canons).

## Activités

### Industries
- Exploitation minière : l’exploitation minière a été fondamentale pour le développement du val Camonica au fil des siècles, jusqu’au XXe siècle, quand toutes les mines situées au fond de la riche vallée ont été peu à peu fermées. Dans le passé, il était possible d'extraire :
  - aluminium : sur les montagnes de Ceto, Cerveno, Ono San Pietro et Cevo ;
  - calcaire : dans les montagnes de Concarena (it) et au Pizzo Badile Camuno (it) ;
  - fer : à Pisogne, Darfo Boario Terme, Capo di Ponte, Paisco Loveno, Malonno et Corteno Golgi ;
  - marbre : sur les montagnes de Vezza d'Oglio ;
  - cuivre : dans les montagnes entre Cimbergo et Paspardo ;
  - soufre : dans les montagnes de Sellero.
- Sidérurgie : la richesse en fer a été l’un des facteurs principaux du développement des multiples fours de fusion à Gratacasolo, Corna, Malegno, Bienno, Cemmo, Cedegolo et Malonno. Les forges de Bienno ont eu une importance particulière, si bien qu’en 1600, elles étaient au nombre de 135. Elles étaient spécialisées dans la fabrication d’outils ménagers (bêches, houes, faux, fourches, etc.), mais produisaient également des armures, des casques et des corsets, objets indispensable pour les affrontements armés. Le Valgrigna (it) prend le surnom de « Valle dei Magli » au fil des siècles. Au début du XIXe siècle, la fonderie Carlo Tassara (it) a été fondée à Breno.
- Textile : présent depuis la Préhistoire, avec des gravures rupestres représentant des cadres, le secteur textile avait une grande importance dans le val Camonica. Au cours de la période de domination vénitienne, le secteur de la laine se développa. Après l'annexion au royaume d'Italie, la culture du mûrier (déjà présent en 1600) est multipliée avec l'essor de la soie. À partir des années 1970, le secteur a connu une crise avec la libéralisation des marchés, ce qui a créé de graves difficultés dans des secteurs importants.

### Énergie
La première usine hydroélectrique a été construite en 1888 à Breno, mais à partir de 1907, avec la naissance de l'Elva (it), les usines de Niardo, Darfo Boario Terme et Vezza d'Oglio ont été fondées. Viennent ensuite les grandes centrales de Temù, Sonico, Isola, Cedegolo, Cividate Camuno, Gratacasolo et Grevo.
Récemment, les trois centrales d'Edolo, de San Fiorano et de Cedegolo ont été construites et produisent la majeure partie de l'énergie hydroélectrique de la vallée.
Un canal d’eau issu des torrents orientaux du val Camonica a été construit de Cedegolo jusqu’à Cividate Camuno en 1926 à des fins hydroélectriques.

### Tourisme
Le tourisme est l’une des activités les plus importantes du point de vue économique pour le val Camonica.
Tout au long de l'année, des touristes et des groupes scolaires visitent les nombreux parcs de gravures rupestres de le val Camonica. Une zone de est déclarée site protégé par l'UNESCO depuis 1979.
En hiver, de nombreuses stations de ski sont actives à :
- Ponte di Legno ;
- Borno ;
- Montecampione ;
- Corteno Golgi - Aprica ;
- Val Palot.

Pendant la saison estivale, les principales attractions sont les excursions pédestres :
- sentiers CAI dans le parc de l'Adamello ;
- tranchées de la Guerra Bianca (it) à Vezza d'Oglio et dans les montagnes qui tracent la frontière entre la Lombardie et le Trentin-Haut-Adige.

Il y a aussi des cures thermales et des centres de bien-être reliés aux Thermes de Boario et d'Angolo Terme.
Il est également possible de visiter les découvertes archéologiques romaines dans la ville de Cividate Camuno et les nombreuses et précieuses églises romanes datant de la Renaissance, largement décorées de fresques. Toute l'année, de nombreuses foires et festivals attirent un grand nombre de personnes, notamment des villes voisines.

#### Monuments et lieux d’intérêt
Bourgs médiévaux :
- Bienno : reconnu parmi les plus beaux bourgs d'Italie ;
- Lovere : reconnu parmi les plus beaux bourgs d'Italie ;
- Pescarzo (Capo di Ponte) : petit village caractéristique.

Châteaux :
- château de Breno : le plus grand du val Camonica ;
- château de Gorzone : maison de la famille Federici, il se dresse sur une colline près du ruisseau Dezzo ;
- château de Cimbergo : il domine la moyenne vallée ;
- château de Lozio : la forteresse où le massacre de Lozio a eu lieu ;
- château de Mù : le bastion des Federici dans la haute vallée, ils reste les fondations.

Époque romaine :
- parc du théâtre et de l’amphithéâtre à Cividate Camuno ;
- sanctuaire de Minerve à Breno.

Thermes :
- Boario ;
- Angolo Terme.

Musées et parcs thématique :
- parc à thème Archeopark, Darfo Boario Terme ;
- musée ethnographique du fer, des arts et des traditions populaires, Bienno ;
- musée Civico Camuno, Breno ;
- musée pédagogique d'art et de vie préhistorique, Capo di Ponte ;
- musée pédagogique de la réserve, Nadro ;
- musée archéologique du val Camonica, Cividate Camuno ;
- musée ethnographique d'Ossimo Ieri, Ossimo ;
- musée paroissial d'art sacré, Ponte di Legno ;
- musée ethnographique de la culture rurale El zùf, Vione ;
- musée ethnographique, Berzo Inferiore, Temù.

Sanctuaires catholiques :
- église delle sante Faustina e Liberata à Capo di Ponte ;
- Santa Maria della neve à Pisogne ;
- église de Sant'Antonio a Breno ;
- église de Santo Stefano Protomartire a Rogno ;
- église de Santa Maria Annunciata à Bienno ;
- sanctuaire du Christ Roi à Bienno ;
- Santa Maria Assunta à Esine ;
- monastère de San Salvatore à Capo di Ponte ;
- oratoire dei Disciplini à Montecchio ;
- église paroissiale de San Siro à Cemmo ;
- sanctuaire de la Via Crucis à Cerveno.

### Transport et voies de communication

#### Routes
Les deux accès principaux à la vallée sont :
- la route SS 42, qui la relie avec Bergame (à travers le val Cavallina) ;
- l’ex route SS510 (Sebina Orientale) qui longe le franc oriental du lac d'Iseo et la relie à Brescia.

Les deux routes se rejoignent à l’entrée méridionale de la vallée, un peu au nord de Lovere. Là, elles sont ensuite dirigées vers l’accès aux divers cols montagneux :
| Col                 | Altitude | Situation  | Liaison                                                                                             | Infrastructure                                               |
| ------------------- | -------- | ---------- | --------------------------------------------------------------------------------------------------- | ------------------------------------------------------------ |
| Col de l'Aprica     | 1 126 m  | nord-ouest | avec la moyenne Valteline (province de Sondrio)                                                     | Route SS39 dell'Aprica                                       |
| Passo del Tonale    | 1 828 m  | nord-est   | avec le val di Sole (province de Trente)                                                            | Route SS42 du Tonale et de la Mendola                        |
| Col du Mortirolo    | 1 850 m  | nord       | avec la moyenne Valteline (provincia di Sondrio)                                                    | route provinciale                                            |
| Col du Gavia        | 2 621 m  | nord       | avec la Valfurva, Bormio et la haute Valteline (provincie de Sondrio)                               | ex-SS300 du Col du Gavia                                     |
| Col de Croce Domini | 1 875 m  | est        | avec Valle del Caffaro, tributaire de la Vallée Sabbia (province de Brescia) et avec le val Trompia | ex-SS345 des Trois Vallées, ex-SS669 du col de Croce Dominii |
| Col de la Presolana | 1 293 m  | sud-ouest  | avec la haute vallée Seriana (province de Bergame)                                                  |                                                              |
| Passo del Vivione   | 1 826 m  | est        | avec ses vallées secondaires (le val Scalve et le val Paisco)                                       | ex-SS294 de la Vallée de Scalve                              |

Parmi ceux-ci, les deux premiers sont les plus longs et plus importants, pendant que les autres sont ouverts seulement durant la saison estivale et sont surtout connus pour des raisons touristiques (les cols de Gavia et Mortirolo sont les montées classiques du Tour d'Italie).

#### Voies ferroviaires
Le val Camonica est traversé par la ligne ferroviaire Brescia-Iseo-Edolo de Pisogne jusqu'à Edolo. Entre 1901 et 1917, le tramway Tranvia Lovere-Cividate Camuno (it) était également actif.

#### Piste cyclable
Une piste cyclable traverse toute la moyenne vallée. Elle part de la commune de Marone, traverse Cividate Camuno et Breno et continue jusqu'à Losine pour se terminer terminer dans la commune de Capo di Ponte. En 2012, une portion a été inaugurée, longue de douze kilomètres, reliant Vezza d'Oglio et Ponte di Legno.

### Protection environnementale

#### Parcs naturels
Le val Camonica compte deux parcs naturels national et régional :
| Nom                         | Reconnaissance | Communes | Superficie (hectare) |
| --------------------------- | -------------- | --- | -------------------- |
| Parc national du Stelvio    | National       | Ponte di Legno, Temù, Vione, Vezza d'Oglio, Incudine | 133 325              |
| Parc regional de l'Adamello | Regional       | Ponte di Legno, Temù, Vione, Vezza d'Oglio, Incudine, Edolo, Sonico, Malonno, Berzo Demo, Cevo, Saviore dell'Adamello, Paspardo, Ceto, Cimbergo, Braone, Niardo, Breno, Prestine | 50 935               |

#### Réserves naturelles
- Riserva naturale Incisioni rupestri di Ceto, Cimbergo e Paspardo (it) :  la réserve a une superficie de 290 ha et se situe entre 420 m et 1 000 m d’altitude.
- Réserve naturelle des vallées de Sant'Antonio : elle couvre environ 210 ha sur la commune de Corteno Golgi.

#### Autres parcs
- Parco della Gola del Tinazzo (it)

#### Patrimoine mondial de l'humanité de l'UNESCO
Art rupestre, site UNESCO no 94 :
- parc national des gravures rupestres de Naquane à Capo di Ponte ;
- parc archéologique national des Massi à Cemmo ;
- parc archéologique municipal de Seradina-Bedolina à Capo di Ponte ;
- parc archéologique d'Asinino-Anvòia à Ossimo ;
- parc archéologique municipal de Luine à Darfo Boario Terme ;
- parc archéologique municipal de Sellero ;
- parc archéologique municipal de Sonico ;
- réserve naturelle des dessins rupestres de Ceto, Cimbergo et Paspardo.

### Sport

#### Football
Le val Camonica compte de nombreuses équipes de football, de l’Eccellenza à la Terza Categoria ; il y a aussi beaucoup de participants aux championnats du Centro Sportivo Italiano. Les équipes les plus importantes affiliées à la FIGC et toujours actives sont :
- U.S. Darfo Boario (Eccellenza) : il a participé à seize saisons de Série D (Eccelenza), à proximité de la promotion de la Série C2. Il joue ses matchs à la Comunale à Darfo Boario Terme ;
- A.C. Vallecamonica (Eccellenza) : née des cendres de l’Ortofrutticola (elle-même née de la fusion de deux équipes : Virtus Cogno et U.S. Piamborno), c’est actuellement la deuxième équipe du val Camonica. Elle a son siège à Pianborno et joue à ses matchs à la Comunale de Piancogno ;
- U.S. Sellero Novelle (Promozione) : rétrogradée dans la deuxième catégorie en 2012, elle est revenue en Promozione grâce à la fusion avec Chiari ;
- U.S.D. Sebinia (Promozione): née des cendres de Sebinia Lovere et de Sebinia Pianico. Elle joue ses matchs à la Comunale de Lovere ;
- F.C. Pian Camuno (Prima categoria) : né à la fin des années 1980, il a réussi à remporter la promotion en Prima categoria, dont il a atteint les barrages lors du championnat 2007-2008. Étant jeune, il n'a pas de rivalité particulière. Il joue ses matchs à S. Giulia à Pian Camuno ;
- San Giovanni Bosco Benno (Prima categoria) ;
- U.S. Unica (Prima categoria).

#### Basket-ball
La plus importante équipe de basket-ball est le Vivigas Costa Volpino (Bergame), en division nationale B (promotion remportée chez les amateurs de Série B lors de la saison 2010-2011).
Iseo Serrature Pisogne joue dans le championnat national de la Division nationale C et a atteint les barrages en 2006-2007 et 2010-2011.

#### Ski
Les championnes de ski alpin Nadia Fanchini et Elena Fanchini sont originaires du val Camonica. Occhi Carla, de Vezza d'Oglio, a fini par faire partie de l'équipe nationale de ski de fond et a participé aux Championnats du monde junior de 2003 et aux Universiade d'hiver de 2005.

#### Voley-ball
L'équipe de volley-ball la plus importante est Foppapedretti Vallecamonica Bergamo (deuxième équipe de Foppapedretti Bergamo), qui a joué lors de la saison 2012-2013 en série B1 féminine et joue ses matchs dans la salle de sport de Piamborno. À la fin de la saison, toutefois, il est relégué en série B2.
Au niveau masculin, l'équipe Pallavolo Vallecamonica-Sebino joue dans la série B2 et joue ses matchs à domicile au PalaCBL de Costa Volpino.

#### Rugby
Les équipes de rugby de la région sont Valle Camonica Rugby et 2HScorpions.
Valle Camonica Rugby est née à Bienno en 2004, puis a déménagé à Rogno. Elle est également impliquée dans les catégories des moins de 18 ans, des moins de 16 ans et des moins de 14 ans.
Les 2H Scorpions sont présents dans les catégories des moins de 8 ans, des moins de 10 ans et des moins de douze ans. L'équipe exerce également ses activités dans les mêmes infrastructures de Rogno.